# 樋口靖洋
樋口 靖洋（ひぐち やすひろ、1961年5月5日 - ）は、三重県四日市市出身の元サッカー選手、サッカー指導者。

## 来歴
三重県立四日市中央工業高等学校1年生時に兄である樋口士郎（元同校監督）を擁する同チームで全国高校選手権準優勝を果たす。卒業後、1980年に日産自動車サッカー部（現在の横浜F・マリノス）に入団した。選手としての活動は短く、1985年に日産サッカースクールのコーチに就任する。その後、Jリーグ元年の1993年からマリノスのユースコーチ・監督を務め、1999年からはトップチームのコーチに昇格した。2003年にS級ライセンスを取得する。
選手･指導者時代を通して日産/マリノス一筋だったが、モンテディオ山形の監督だった鈴木淳が2005年限りで退任したことに伴い、2006年から山形の監督を務めることになった。資金的に苦しい山形のチーム事情の中、安定した成績を残した鈴木の後任として手腕が注目され攻撃的サッカーをテーマに挙げたが、守備に安定感を欠き1年目は8位。翌2年目も序盤こそ好調を維持するも、中盤以降は失速し9位で終えることとなり、シーズン終了を以って退任することが決定。
2007年オフに大宮アルディージャが佐久間悟の後任として樋口を招聘。大宮は樋口の積極的な守備からの攻撃志向が、チームの目指すスタイルに合うと判断。手腕を高く評価していたが、リーグ戦で12位と低迷。2008年12月7日、今季限りで退任すると発表した。2009年からは横浜FCの監督に就任。16位に終わり、大宮に続き1シーズン限りで退任することになった。
2010年から古巣の横浜FMにコーチとして復帰し、木村和司監督の下でトップチームを指導した。
2011年12月30日、前日の天皇杯全日本サッカー選手権大会準決勝の敗戦による木村の解任を受けて、2012年シーズンから横浜FMの監督に就任することが発表された。
2013年はシーズン当初から中村俊輔、中澤佑二らのベテランを中心とし序盤戦から快進撃を続け優勝争いを演じる。第33節時点では勝ち点62で2位以下との勝ち点差を「4」をつけ9年ぶりの優勝に王手をかけるも、第33節アルビレックス新潟戦、第34節川崎フロンターレ戦と立て続けに連敗。最終節にして優勝を取りこぼした。一部報道では、先発を固定化したことで控え選手の意欲が削がれ、主力が消耗した終盤戦に総合力を発揮できなかったことが原因とされたが、直後の天皇杯ではそれまで控えだった選手達が躍動し優勝を勝ち取ったことから、そのような指摘は的外れであると見る向きもある。
2014年をもって横浜FMを退団し、2015年からはヴァンフォーレ甲府の監督に就任。しかし第3節から6連敗を喫するなど最下位に低迷。地元紙からは練習量が少ないと指摘されるなど 内容も思わしくなく、第8節の浦和戦終了後に進退伺を提出し、翌節の鹿島戦に勝利し連敗を止めたもののその後連敗。順位だけでなく得点3、失点20と攻守ともにリーグ最下位の状況となり、クラブとの双方合意のもと契約解除（辞任）となった。
2016年、Y.S.C.C.横浜の監督に就任。就任当初はチームがまだアマチュアに近い状況で結果を出せないままでいたが、2017年シーズンはクラブ史上初のJ3リーグ最下位を脱出。就任3年目となる2018年も神奈川県予選を勝ち上がり天皇杯本戦に進出するなどの結果を残したが、このシーズン限りでの退任を発表した。
2018年12月14日、FC琉球の監督に就任。2021年10月20日、直近7試合で1分6敗と振るわずに立て直しを図るとして琉球の監督を解任された。
2021年11月26日、2022年から地元であるヴィアティン三重の監督への就任を発表。
2023年12月26日、FC今治のアカデミー及びレディースグループ執行役員に就任した。2024年10月31日、樋口とFC今治は合意の上で、来季の契約を行わないことを発表した。
2024年12月、WEリーグ、ASエルフェン埼玉監督に就任を発表。

## 所属クラブ
- 川越サッカー少年団
- 川越町立川越中学校
- 1977年 - 1979年 三重県立四日市中央工業高等学校
- 1980年 - 1984年  日産自動車サッカー部

## 個人成績
| 国内大会個人成績 | 国内大会個人成績 | 国内大会個人成績 | 国内大会個人成績 | 国内大会個人成績             | 国内大会個人成績          | 国内大会個人成績 | 国内大会個人成績 | 国内大会個人成績 | 国内大会個人成績 | 国内大会個人成績 | 国内大会個人成績 |
| 年度             | クラブ           | 背番号           | リーグ           | リーグ戦                     | リーグ戦                  | リーグ杯         | リーグ杯         | オープン杯       | オープン杯       | 期間通算         | 期間通算         |
| 年度             | クラブ           | 背番号           | リーグ           | 出場                         | 得点                      | 出場             | 得点             | 出場             | 得点             | 出場             | 得点             |
| 日本             | 日本             | 日本             | 日本             | リーグ戦                     | リーグ戦                  | JSL杯            | JSL杯            | 天皇杯           | 天皇杯           | 期間通算         | 期間通算         |
| ---------------- | ---------------- | ---------------- | ---------------- | ---------------------------- | ------------------------- | ---------------- | ---------------- | ---------------- | ---------------- | ---------------- | ---------------- |
| 1980             | 日産             |                  | JSL1部           |                              |                           |                  |                  |                  |                  |                  |                  |
| 1981             | 日産             |                  | JSL2部           |                              |                           |                  |                  |                  |                  |                  |                  |
| 1982             | 日産             |                  | JSL1部           |                              |                           |                  |                  |                  |                  |                  |                  |
| 1983             | 日産             |                  | JSL1部           |                              |                           |                  |                  |                  |                  |                  |                  |
| 1984             | 日産             |                  | JSL1部           |                              |                           |                  |                  |                  |                  |                  |                  |
| 通算             | 日本             | 日本             | JSL1部           | 1                            | 0\|\|\|\|\|\|\|\|\|\|\|\| |                  |                  |                  |                  |                  |                  |
| 通算             | 日本             | 日本             | JSL2部           | \|\|\|\|\|\|\|\|\|\|\|\|\|\| |                           |                  |                  |                  |                  |                  |                  |
| 総通算           | 総通算           | 総通算           | 総通算           | \|\|\|\|\|\|\|\|\|\|\|\|\|\| |                           |                  |                  |                  |                  |                  |                  |

## 指導歴
- 1985年 - 1992年 日産サッカースクール コーチ
- 1993年 - 2005年 横浜マリノス/横浜F・マリノス
  - 1993年 - 1996年 ユースコーチ
  - 1997年 - 1998年 ユース監督
  - 1999年 - 2005年 トップチームコーチ
- 2006年 - 2007年 モンテディオ山形 監督
- 2008年 大宮アルディージャ 監督
- 2009年 横浜FC 監督
- 2010年 - 2011年 横浜F・マリノス コーチ
- 2012年 - 2014年 横浜F・マリノス 監督
- 2015年 - 2015年5月 ヴァンフォーレ甲府：監督
- 2016年 - 2018年 Y.S.C.C.横浜 監督
- 2019年 - 2021年10月 FC琉球 監督
- 2022年 - 2023年 ヴィアティン三重 監督
- 2024年 FC今治 執行役員 (アカデミー担当／レディース担当)
- 2024年12月 - ASエルフェン埼玉 監督

## 監督成績
| 年度   | クラブ | 所属   | リーグ戦 | リーグ戦 | リーグ戦 | リーグ戦 | リーグ戦 | リーグ戦 | カップ戦   | カップ戦 |
| 年度   | クラブ | 所属   | 順位     | 勝点     | 試合     | 勝       | 分       | 敗       | ナビスコ杯 | 天皇杯   |
| ------ | ------ | ------ | -------- | -------- | -------- | -------- | -------- | -------- | ---------- | -------- |
| 2006   | 山形   | J2     | 8位      | 65       | 48       | 17       | 14       | 17       | -          | 4回戦    |
| 2007   | 山形   | J2     | 9位      | 58       | 48       | 15       | 13       | 20       | -          | 4回戦    |
| 2008   | 大宮   | J1     | 12位     | 43       | 34       | 12       | 7        | 15       | 予選リーグ | 5回戦    |
| 2009   | 横浜FC | J2     | 16位     | 44       | 51       | 11       | 11       | 29       | -          | 3回戦    |
| 2012   | 横浜FM | J1     | 4位      | 53       | 34       | 13       | 14       | 7        | 予選リーグ | ベスト4  |
| 2013   | 横浜FM | J1     | 2位      | 62       | 34       | 18       | 8        | 8        | ベスト4    | 優勝     |
| 2014   | 横浜FM | J1     | 7位      | 51       | 34       | 14       | 9        | 11       | 準々決勝   | 3回戦    |
| 2015   | 甲府   | J1     | 18位     | 6        | 11       | 2        | 0        | 9        | -          | -        |
| 2016   | YS横浜 | J3     | 16位     | 20       | 30       | 5        | 5        | 20       | -          | 予選敗退 |
| 2017   | YS横浜 | J3     | 14位     | 32       | 32       | 8        | 8        | 16       | -          | 1回戦    |
| 2018   | YS横浜 | J3     | 15位     | 34       | 32       | 8        | 10       | 14       | -          | 2回戦    |
| 2019   | 琉球   | J2     | 14位     | 49       | 42       | 13       | 10       | 19       | -          | 2回戦    |
| 2020   | 琉球   | J2     | 16位     | 50       | 42       | 14       | 8        | 20       | -          | -        |
| 2021   | 琉球   | J2     | 8位      | 52       | 34       | 15       | 7        | 12       | -          | 2回戦    |
| 通算   | 日本   | J1     | -        | -        | 147      | 59       | 38       | 50       | -          | -        |
| 通算   | 日本   | J2     | -        | -        | 265      | 85       | 63       | 117      | -          | -        |
| 通算   | 日本   | J3     | -        | -        | 94       | 21       | 23       | 50       | -          | -        |
| 総通算 | 総通算 | 総通算 | -        | -        | 506      | 165      | 124      | 217      | -          | -        |

- 2015年、2021年は解任時点での成績